# Губаха
Губаха (на руски: Губаха) е град в Пермски край, разположен в градски окръг Губаха. Населението му към 1 януари 2018 година е 19 831 души.